# Суч

Суч — река в России, протекает в Гайнском районе Пермского края. Устье реки находится в 65 км по левому берегу реки Лолог. Длина реки составляет 37 км. 14 км от устья, по левому берегу реки впадает река Нисть.
Исток реки в лесах в 10 км к юго-востоку от села Сёйва. Течёт главным образом в юго-восточном направлении. Притоки — Лунвожкудай, Ыджыдшор, Ичетшор (правые); Нисть (левый). В среднем течении на реке деревни Краснояры и Красный Яр (Иванчинское сельское поселение). Впадает в Лолог чуть выше посёлка Сергеевский (Иванчинское сельское поселение). Ширина реки у устья около 15 метров.

## Данные водного реестра
По данным государственного водного реестра России относится к Камскому бассейновому округу, водохозяйственный участок реки — Кама от истока до водомерного поста у села Бондюг, речной подбассейн реки — бассейны притоков Камы до впадения Белой. Речной бассейн реки — Кама.
По данным геоинформационной системы водохозяйственного районирования территории РФ, подготовленной Федеральным агентством водных ресурсов:
- Код водного объекта в государственном водном реестре — 10010100112111100002966
- Код по гидрологической изученности (ГИ) — 111100296
- Код бассейна — 10.01.01.001
- Номер тома по ГИ — 11
- Выпуск по ГИ — 1